# Bedford TK

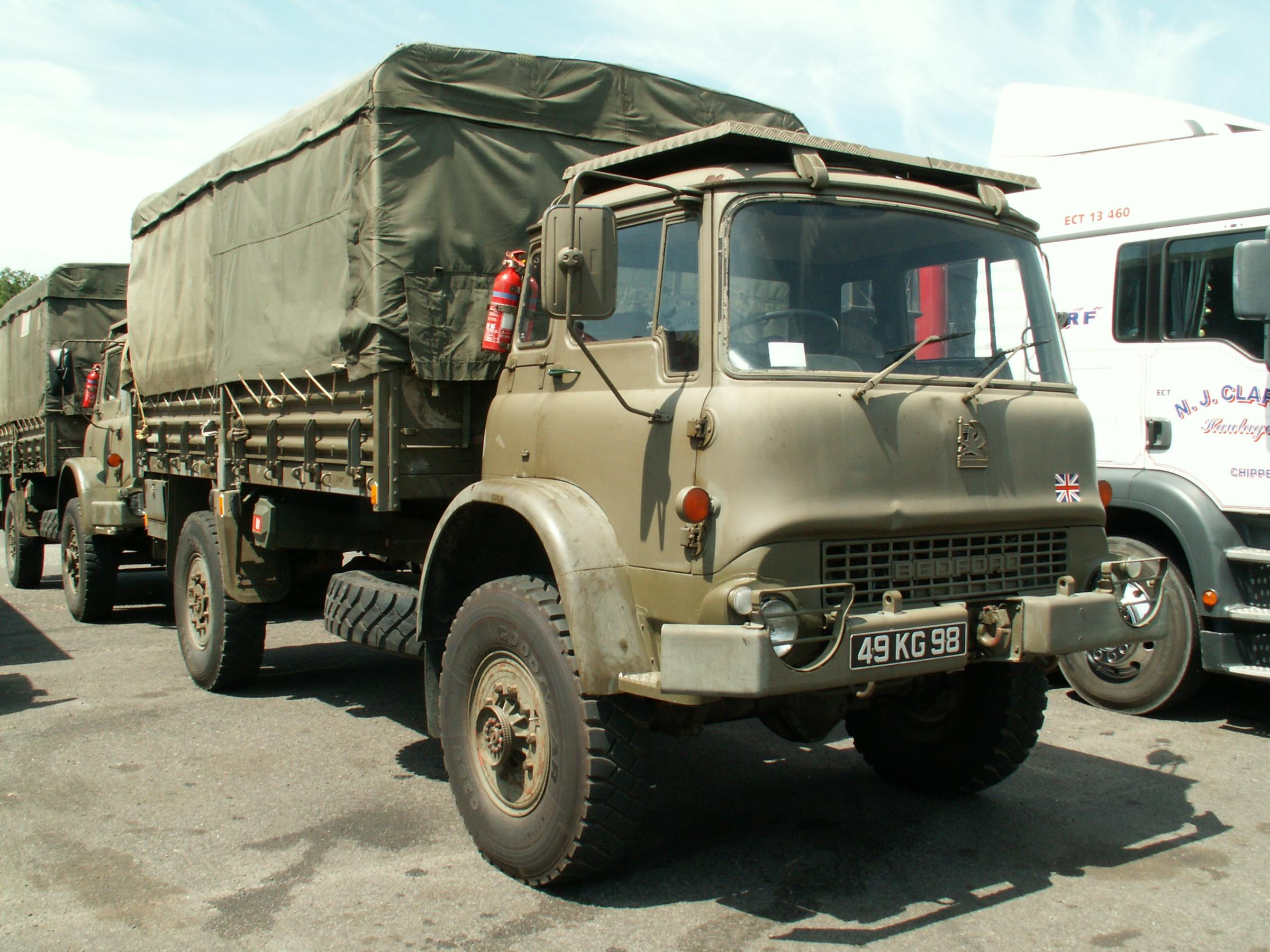
Bedford MK

Bedford TK — вантажівка виробництва Bedford. Випущений у 1960 році для заміни Bedford S-Type, TK мав бути замінений на Bedford TL у 1981 році, але виробництво TK продовжилося як дешевша альтернатива. Військова версія 4x4, Bedford MK (пізніше MJ). Після того, як у 1987 році завод Dunstable у Бедфорді було продано компанії AWD, виробництво TK продовжилось лише для військового використання і тривало до 1992 року.

## Двигуни
- Bedford
- Leyland
- Perkins
- Mercedes-Benz OM352, 5,675 см3 (TR)